# エミール・チャカロフ
エミール・チャカロフ (ブルガリア語: Емил Чакъров, Emil Tchakarov, 1948年6月29日 - 1991年8月4日) はブルガリアの指揮者。

## 経歴
1948年、ブルガス生まれ。6歳のころからヴァイオリンを学び、11歳の頃には、学校の催しで級友たちとアンサンブルを結成したのをきっかけに、指揮者に興味を持ち始めた。1967年には、ソフィア国立音楽院に入学し、コンスタンティン・イリエフとヴラディ・シメオノフに師事。翌年、ソフィアの文化サークルで結成されたユース・オーケストラの指揮者として、チェコスロヴァキアや旧ソ連などに遠征している。
1970年からは、シメオノフの指揮法のための特別クラスに入り、音楽院のオーケストラでヴァイオリンを演奏する傍らで、ブルガリア放送のユース・オーケストラを指揮して実地の経験を積んだ。また、ザルツブルクのモーツァルテウムの夏期講習に参加し、ヘルベルト・フォン・カラヤンの知己を得た。1972年には、カラヤンの助手として、カラヤンの下で研鑽を積み、1977年にベルリンで行われた第2回カラヤン指揮者コンクールで第3位に入賞して脚光を浴びた。1978年に、イギリスのコヴェント・ガーデンでチャイコフスキーの《エフゲニ・オネーギン》を振ってデビューを飾り、また時を同じくして、メトロポリタン歌劇場に登場して指揮者としての名声を獲得した。
1986年にはソフィア祝祭管弦楽団を創設して、亡くなるまでその音楽監督を務めた。1991年、パリにて死去。